# Ella Raines

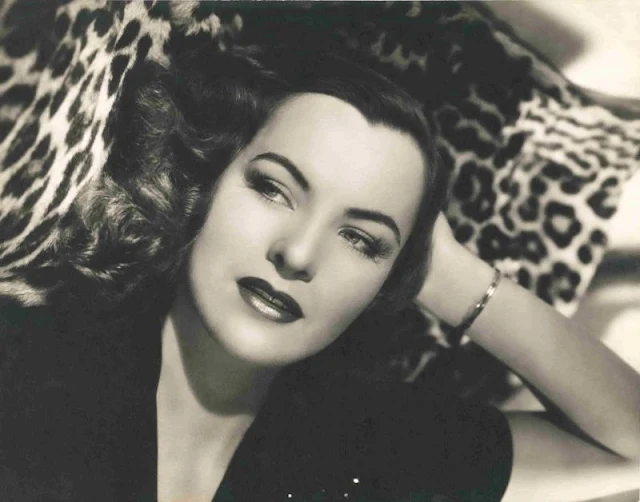
Ella Raines (1944)

Ella Wallace Raines (* 6. August 1920 in Snoqualmie Falls, Washington, als Ella Wallace Raubes; † 30. Mai 1988 in Sherman Oaks, Los Angeles) war eine US-amerikanische Schauspielerin.

## Leben
Ella Raines, die Tochter eines Ingenieurs, studierte nach der High School Schauspiel und ging nach New York, wo sie erste Erfolge am Broadway verbuchen konnte. 1943 ging sie nach Hollywood und unterschrieb einen Vertrag mit dem Regisseur Howard Hawks. Ihr Filmdebüt machte sie in dem Kriegsfilm Korvette K 225 an der Seite von Randolph Scott. Große Erfolge feierte die Schauspielerin 1944 in Zeuge gesucht mit Franchot Tone und in Unter Verdacht mit Charles Laughton als ihren Partnern. In beiden Film noirs unter der Regie von Robert Siodmak spielte sie die weibliche Hauptrolle. Ebenfalls 1944 verkörperte sie auch die weibliche Hauptrolle in der Komödie Heil dem siegreichen Helden von Preston Sturges.
Raines galt nach diesen Erfolgen Mitte der 1940er-Jahre als ein möglicher großer Star der Zukunft, doch ihre folgenden Filme waren weniger erfolgreich. Sie drehte unter anderem den Gefängnisfilm Zelle R 17 (1947) sowie mit Impact (1949) unter der Regie von Arthur Lubin einen weiteren Film noir. In den 1950er-Jahren spielte sie in der Fernsehserie Janet Dean, Registered Nurse die Titelrolle der Krankenschwester und nahm während dieser Zeit auch einige Schallplatten auf. 1956 zog sich die Künstlerin, die nebenbei auch in Fernsehproduktionen zu sehen war, von der Schauspielerei zurück. Ein kurzes Comeback hatte sie 1984 mit einer Gastrolle in der Fernsehserie Matt Houston.
Ella Raines hat zwei Sterne auf dem Hollywood Walk of Fame: Für ihre Filmarbeit am 7021 Hollywood Boulevard und für ihre Fernseharbeit am 6600 Hollywood Boulevard.

## Privates
Ella Raines war von 1942 bis 1945 mit Kenneth Trout verheiratet. Ihr zweiter Ehemann war von 1947 bis 1976 der Pilot Robin Olds, aus dieser Ehe gingen zwei Kinder hervor. Die Schauspielerin, eine Cousine des Schriftstellers Gore Vidal, starb 1988 im Alter von 67 Jahren an Kehlkopfkrebs. Sie wurde im Glen Haven Memorial Park in Sylmar, Kalifornien, beigesetzt.

## Filmografie (Auswahl)
- 1943: Korvette K 225 (Corvette K-225)
- 1943: Cry Havoc
- 1944: Zeuge gesucht (Phantom Lady)
- 1944: Heil dem siegreichen Helden (Hail the Conquering Hero)
- 1944: Mit Büchse und Lasso (Tall in the Saddle)
- 1944: Enter Arsene Lupin
- 1944: Unter Verdacht (The Suspect)
- 1945: Onkel Harrys seltsame Affäre (The Strange Affair of Uncle Harry)
- 1946: Die Ausreißerin (The Runaround)
- 1946: White Tie and Tails
- 1947: Time Out of Mind
- 1947: Das Netz (The Web)
- 1947: Zelle R 17 (Brute Force)
- 1947: Der Senator war indiskret (The Senator Was Indescreet)
- 1949: Treibsand (The Walking Hills)
- 1949: Impact
- 1949: A Dangerous Profession
- 1950: Rauchende Pistolen (Singing Guns)
- 1950: The Second Face
- 1951: Fighting Coast Guard
- 1952: Der Tiger von Utah (Ride the Man Down)
- 1954–1955: Janet Dean, Registered Nurse (Fernsehserie, 34 Folgen)
- 1956: Der Mann, der sich selbst verlor (Man in the Road)
- 1984: Matt Houston (Fernsehserie, eine Folge)